# Nord Drivesystems
Getriebebau Nord GmbH & Co. KG eller Nord Drivesystems er en tysk producent af elektroniske gearmotorer.  Virksomheden er familiejet og har hovedkvarter i Bargteheide ved Hamborg.
Getriebebau Nord blev grundlagt i 1965 af Gustav Adolf Küchenmeister og Günter Schlicht.
I 2022 havde de 5.200 ansatte og en omsætning på 1 mia. euro..